# Elektorat Kolonii
Elektorat Kolonii (niem. Kurfürstentum Köln lub Kurköln), również Arcybiskupstwo Kolonii (nie mylić z dzisiejszą archidiecezją kolońską; pełna nazwa: Erzstift und Kurfürstentum Köln) był jednym z najważniejszych kościelnych księstw Świętego Cesarstwa Rzymskiego, istniejącym od X w. do początków XIX w. Od 1354 elektorat Rzeszy. Jego terytorium składało się z dóbr arcybiskupów Kolonii; był to pas ziem ciągnących się wzdłuż lewego brzegu Renu na wschód od księstwa Jülich, poza tym pod władzą arcybiskupstwa znajdowało się również księstwo Westfalii, leżące za Renem, na wschód od Berg, a także Mark. Arcybiskup Kolonii tradycyjnie należał do grona elektorów Cesarstwa, był także arcykanclerzem Włoch (niem. Erzkanzler für Reichsitalien); prawa elektorskie posiadał okresami od 1238 roku oraz nieprzerwanie od roku 1263 do roku 1803. Gdy stare rzymskie miasto Kolonia stało się w 1288 roku wolnym miastem, arcybiskupi kolońscy przenieśli swą siedzibę z katedry kolońskiej do Bonn.
W XVI wieku co najmniej trzech arcybiskupów Kolonii przyjęło wiarę protestancką. Pierwsi dwaj, Hermann von Wied oraz Salentin von Isenburg-Grenzau, po zmianie wiary zrezygnowali z arcybiskupiej godności. Trzeci z nich, Gebhard Truchsess von Waldburg, po przejściu na kalwinizm w roku 1582 nie zamierzał rezygnować z władzy nad elektoratem Kolonii i postanowił dokonać próby sekularyzacji państwa. Doprowadziło to do wybuchu wojny kolońskiej, podczas której armia bawarska wyniosła do godności arcybiskupa Kolonii księcia Ernesta, co było pierwszym poważnym sukcesem kontrreformacji na terenie Niemiec. Arcybiskup Kolonii, w owych czasach często mający władzę także nad biskupstwem Münster (a niekiedy i nad biskupstwem Liège), należał do najzasobniejszych książąt północno-zachodnich Niemiec. W 1672 roku sprzymierzona z Francją i biskupstwem Münster Kolonia wzięła udział w inwazji na Holandię, co wkrótce rozpętało ogólnoeuropejską wojnę Francji z koalicją hiszpańsko-austriacko-lotaryńską.
W 1795 roku armia francuska rozpoczęła okupację terytoriów Elektoratu leżących na lewym brzegu Renu. Okupowane ziemie w 1801 roku wcielone zostały do państwa francuskiego. W dwa lata później, w roku 1803, reszta Elektoratu Kolonii poddana została sekularyzacji (patrz też: mediatyzacja), a księstwo Westfalii otrzymał landgraf Hesji-Darmstadt. Po okresie wojen napoleońskich w roku 1824 Kolonia ponownie została siedzibą katolickiego arcybiskupa, a archidiecezja kolońska istnieje do dziś.